# Van Schaick-ekspeditionen
Van Schaick-ekspeditionen var en militær ekspedition under Den Amerikanske Uafhængighedskrig, som var den første aktion og forløber til Sullivan-ekspeditionen. Ekspeditionen hændte den 21. april 1779, da den amerikanske oberst Goose van Schaick førte ni kontinentale kompagnier ind i Onondagastammens land og plyndrede og hærgede de fleste af stammens byer. Onondagaerne mistede op til 12 civile og krigere samtidig med, at amerikanerne tog 34 mennesker til fange, brændte alle bygninger og alt korn og andre afgrøder og tog de fleste heste. USA mistede til gengæld ikke en eneste mand under aktionen. Disse angreb fandt sted i Onondagastammens land mest i stammens byer omkring hovedstaden Onondaga i området i dag syd for byen Syracuse, New York.
Onondagastammen henvendte sig senere klagende til den amerikanske regering om, at de indtil angrebet havde forholdt sig neutralt. De mente også, at de amerikanske soldater brutalt havde bortført og voldtaget mange af stammens kvinder. Sammen med selve angrebet resulterede dette i at Onondagastammen gik over på Storbritanniens side under Den Amerikanske Revolution. Efterfølgende blev klagerne, Onondagastammen havde leveret, afvist og stammen fik intet igen efter krigens afslutning.

## Baggrund
Da Den Amerikanske Uafhængighedskrig brød ud i 1775 stod de seks stammer af Irokeserføderationen, Seneca, Cayuga, Onondaga, Oneida, Mohawk og Tuscarora, på ingen af de to sider, der var blevet skabt. Irokeserføderationen havde tætte, gode forhold med Storbritannien, men alle stammerne valgte at forblive neutrale undtagen Oneida- og Tuscarorastammen, som siden valgte at gå over på USA's side. Trods den neutrale politik stammerne førte, trodsede mange krigere i stammen alligevel deres ledere og begyndte at plyndre og hærge amerikanske karavaner og byer i de nærtliggende områder omkring Irokeserføderationens grænser. Disse områder inkluderer byer i de nutidige delstater Vermont, New York og Pennsylvania. 
USA's beslutning blev endelig efter Cherry Valley-massakren, hvor Seneca- og Mohawkstammen sammen med Storbritannien angreb og slagtede flere uforberedte amerikanske soldater i Cherry Valley, New York, den 11. november 1778. Samtidig med at flere onondaga og andre irokesiske plyndringer hændte, besluttede USA for ikke længere at ville acceptere den neutrale politik, Irokeserføderationen førte. En ekspedition mod stammerne ville sikre USA's vestlige grænse i New York og samtidig sætte Irokeserføderationen ud af spillet. En større ekspedition kaldet Sullivan-ekspeditionen havde til opgave at angribe Mohawk-, Seneca- og Cayugastammen, mens en mindre ekspedition blev tilrettelagt med mål mod Onondagastammen. Disse to ekspeditioner havde også til formål, at få Irokeserføderationen til at søge en fredstraktat med USA, som ville kunne gavne dem.

## Forberedelse og tiden inden ekspeditionen
Den 7. april 1779 valgte brigadegeneral James Clinton obersten for det Første New York Regiment, Goose van Schaick, til at lede den nyligt fremlagte ekspedition, efter general George Washington havde godkendt den og den fremtidige militære ekspedition mod resten af de neutrale irokeserstammer. Det er blevet ment, at Goose van Schaick blev valgt som førstekommanderende for ekspeditionen, fordi hans regiment bemandede fortet Fort Stanwix, hvorfra ekspeditionen udgik.
Allerede den 16. april ankom Goose van Schaick til Fort Stanwix. Ekspeditionen var blot forsmag på den kommende Sullivan-ekspedition, og ekspeditionen var også blot ment som et træk mod onondagaindianerne for at sætte dem ud af spillet, ligesom Sullivan-ekspeditionen ville gøre det med de andre neutrale irokeserstammer. Det var også derfor, at ikke mange mænd var blevet sat til opgaven nemlig kun 558 kontinentalsoldater fra forskellige regimenter. Flest mænd kom fra Goose van Schaicks regiment, Første New York Regiment, eftersom tre kompagnier fra dette regiment blev udvalgt til ekspeditionen sammen med henholdsvis et kompagni fra det Anden, Tredje og Fjerde New York Regiment. Et kompagni fra det Fjerde Pennsylvania Regiment og det Sjette Massachusetts Regiment blev også udvalgt samt et enkelt kompagni af riffelmænd. Goose van Schaick blev senere tildelt oberstløjtnant Marinus Willett som andenkommanderende og major Robert Cochran som feltofficer.

### Assistancetilbud fra Oneida og Tuscarora
Før Goose van Schaicks ankomst til Fort Stanwix kom 63 oneidakrigere den 15. april 1779 med deres kvinder samt mad og våben. De vidste ikke præcis hvilken slags ekspedition, kontinentalsoldaterne havde foran sig, men bedte om at støtte dem på deres angreb, eftersom Oneidastammen var gået over på amerikanernes side under Den Amerikanske Uafhængighedskrig. Den førstekommanderende på fortet valgte ikke at give oneidakrigerne nogen beslutning, før Goose van Schaick ankom den 16. april. Den dag ankom også yderlige cirka tyve krigere fra henholdsvis Oneida- og Tuscarorastammen. 
Goose van Schaicks beslutning endte dog siden med at blive et nej til krigerne, eftersom at han var bange for, at de tætte forhold mellem Onondagastammen og Oneida- og Tuscarorastammerne ville få dem til at hjælpe Onondagastammen og ende med at slå alarm i byerne og dermed ende amerikanernes overraskelsesangreb. Goose van Schaick gav dem til gengæld opgave til at indtage det britiske fort Oswegatchee. Krigerne bedte dog om amerikanske assistance i form af to officerer, hvilket blev givet til dem, da de to løjtnanter McClellan og Hardenburg fra henholdsvis det Første og Tredje New York Regiment blev sendt ud sammen med dem. Oneida- og tuscarorakrigerne fejlede dog senere i at indtage Oswegatchee.

## Ekspeditionen

### Marchen fra Stanwix til Onondaga
Om eftermiddagen den 19. april 1779 tog Goose van Schaick ud fra Fort Stanwix med sine mænd ved daggry, efter angrebet var blevet komplet fastlagt. Amerikanerne havde lagt mindre både i floden Wood Creek om aftenen den 18. april. Disse både sejlede soldaternes proviant og bagage ned ad floden, mens størstedelen kontinentalsoldaterne måtte gå de 35 kilometre, der var fra fortet til flodens udmunding i Oneida Lake på land. Til gengæld nåede soldaterne til fods meget hurtigere søen end bådene, som kaptajn Thomas Machin skriver om i hans dagbog, hvori han skriver, at "tropperne nåede frem ved klokken tre om eftermiddagen, mens bådende ikke nåede frem før klokken 10 om aftenen, [da de] havde været optaget af træer, der havde faldet ned over floden". Da bådene ankom, sejlede soldaterne skiftevis over floden og tog deres proviant og bagage med. Goose van Schaick endte med at efterlade en gruppe soldater tilbage ved bådene for at beskytte dem mod fjendtlige plyndringer.
Den 20. april optog Goose van Schaick marchen og nåede ved eftermiddagen Fort Brewerton 13 kilometre fra de nærmeste onondaga bopladser. Fra fortet spredte hæren sig ud for at få et større omfang om Onondagastammens land, når de nåede frem. Kontinentalsoldaterne marcherede derefter de sidste 13 kilometre, til de om natten nåede starten på Onondagastammens land. En anden kontinentalsoldat skriver om situation: "...da stoppede vi i mørket og lagde os ned uden noget ild og de strenge regler om at være stille". De ni kompagnier lå ved Onondagastammens grænser resten af natten uden nogle bål og kun med tørre, saltede kiks kaldet hardtacks at spise. Der var blevet strenge ordrer om, at ingen måtte snakke eller skabe høje lyde, da det ville kunne ødelægge deres pludselige overraskelsesangreb.

### Angrebet
Ved formiddag den 21. april 1779 stødte et af kompagnierne på en onondagaindianer på jagt. Kompagniet tog manden til fange, som uddelte amerikanerne meget nyttig information omkring de forskellige onondaga-byers placeringer. Omkring halvanden kilometre inden en af de større bopladser stødte et andet kompagni på en gruppe mennesker, hvor af løjtnant Erkuries Beatty skriver, at "kaptajn Graham havde fanget en squaw og dræbt en og havde fanget to eller tre børn og en hvid mand, og en eller to havde nået at flygte og havde alarmeret byen". Hæren skyndte sig videre frem til den byen, hvor ordren var at omringe byen og tage så mange fanger som overhovedet muligt. Dette lykkedes de i, samtidig med de plyndrede alle husene for de vigtigste ting.
Goose van Schaick odrede derefter hæren til at tage forskellige ruter rundt i Onondagastammens land. Hærens forskellige kompagnier nåede via de forskellige ruter hurtigt rundt blandt de forskellige byer, men da var alarmen allerede slået blandt onondagaindianerne, dog fik de taget fanger og dræbt nogle indianere "især en neger, som var deres doktor", som Erkurius Beatty skriver i sin dagbog. Dette skete ved den næste by, hæren stødte på nogle tre kilometre efter den første.
I Onondaga, stammens hovedstad, endte hæren med at brænde byen til grunde med afgrøder og korn. Alle køer, geder og andre husdyr blev slagtet og kødet taget med som proviant. Eftersom Onondaga indeholdte forsamlingshuset for hele Irokeserføderationen, var det et selvfølge, at den kontinentale hær ødelagde huset. Samtlige musketter blev også taget fra de omkring 50 huse, Onondaga bestod af. Ved slutningen af angrebet var tre hele byer blevet destrueret, 11 onondagaindianere var blevet dræbt, 34 onondagaindianere var blevet taget til fange, og omkring 100 rifler og musketter var blevet stjålet. Samtidig mistede amerikanerne ikke en eneste mand. 

### Marchen tilbage til Stanwix
Straks efter angrebet fik Goose van Schaick samlet kompagnierne og ordrede dem derefter på marchen tilbage mod Fort Stanwix. Men ved Onondaga Creek øst for Onondaga blev kontinentalsoldaterne lagt i baghold, da de lagde lejr på den ene side af floden. Omkring 20 onondagaindianere med musketter havde lagt sig skjult på den anden side af floden og begyndte at skyde på hæren. Men hærens riffelkompagni under ledelse af løjtnant Evans rykkede frem og skød tilbage mod indianerne. Efter en af indianerne var blevet skudt, og dermed fik bragt antallet af døde op på 12, trak de andre onondagakrigere sig tilbage uden at have dræbt en eneste mand blandt kontinentalsoldaterne. Dette var det sidste møde mellem USA og Onondagastammen under ekspeditionen.
Middag den 22. april nåede hæren Oneida Lake, hvor de blev mødt af de soldater, som var blevet efterladt tilbage for at beskytte bådene. Marchen foregik derefter videre ned af Wood Creeks breder, til de senere nåede Fort Stanwix den 24. april omkring klokken 12, hvor de blev fejret med tre kanonsalver fra fortet. Da havde Goose van Schaick og hans mænd marcheret 290 km på fem dage uden at miste nogen mænd.

## Efterspil

### Onondaga
Selv efter den kontinentale hær havde forladt Onondagastammens land, tog ikke mange af stammens indbyggere tilbage. Deres forråd af mad på oftest op til tre år var blevet destrueret sammen med deres hjem og farme, og derfor søgte mange tilflugt i britiske forter særligt i fortet Fort Niagara. Men selvom Onondagastammen var Det Britiske Imperiums nye allierede, fik flygtningene ikke meget hjælp fra briterne, og de fleste onondagaindianere på flugt måtte følge krigshelten Thayendanegea fra Onondagastammens allierede Mohawk til tilflugt i de britiske kolonier i Canada. Trods dette overlevede mange onondagaindianere dog ikke den hårde vinter i 1779 og 1780. De fleste onondagaindianere bor derfor i dag i Ontario i Canada, selvom nogle er flyttet tilbage til New York. Fattigdom prægede stammen, og onondagaindianerne måtte derfor sælge de fleste af deres lande til USA, og det eneste land tilbage i New York, der i dag tilhører onondagaindianerne, er Onondagareservatet syd for Syracuse. Tiden under og efter angrebet er husket med stor sørgelighed i Onondagastammen den dag i dag.
Ekspeditionen ændrede også Onondagastammens neutrale position i Den Amerikanske Uafhængighedskrig til en alliance med Storbritannien. Onondaga plyndringer prægede derfor de amerikanske grænsebyer og forter resten af krigen, selvom det ikke blev til mange onondaga aktioner på grund af fattigdommen og flytningen, der opstod i Onondagastammen.
Onondagastammen anklagede senere USA for ulovligt at angribe dem i form af ekspeditionen og dermed krænke stammens neutrale position. Det var også bemærkelsesværdigt, at størstedelen af de fanger, som kontinentalsoldaterne tog, var kvinder. Derfor anklagede Onondagastammen også amerikanerne, for groft at voldtage deres squaws. Dog fik Onondagastammen ikke noget ud af disse anklager senere.

### USA
Van Schaick-ekspeditionen var kun en forløber til at sætte Onondagastammen ud af spillet, så i tiderne efter ekspeditionens afslutning blev en større ekspedition kaldet Sullivan-ekspeditionen ført mod de andre neutrale irokeserstammer, Mohawk, Cayuga og Seneca, ledt af kontinental general John Sullivan. Selvom denne ekspedition udførte dens formål, blev den dog set som en større skuffelse i modsætning til den amerikansk suprime og succesrige Van Schaick-ekspedition, hvor Van Schaick-ekspeditionen er blevet karakteriseret som meget mere komplet, effektiv og overlegen end Sullivan-ekspeditionen. 
Van Schaick-ekspeditionen er til den dag i dag Goose van Schaicks mest kendte og vellykkede militære aktion. Han og de andre kontinentale soldater, der deltog i ekspeditionen, blev tildelt Thanks of Congress den 10. maj 1779. Prisen blev tildelt med den følgende tale: "Løst, at Thanks of Congress vil blive præsenteret for oberst Goose van Schaick og officererne og soldaterne under hans kommando for deres arbejde og gode opførsel under den forgange ekspedition mod onondagaerne".
Selvom ekspeditionen havde en ødelæggende effekt på Onondagastammen, lykkedes det ikke USA, at få Onondagastammen til at tilbyde amerikanerne en fredstraktat. Men Onondagastammen var dog nødt til at skrive under på en fredstraktat med USA i 1784 kaldet Fort Stanwix-freden som en del af Irokeserføderationen. Ekspeditionen forværrede samtidig også USA's forhold med dens allierede Oneidastammen, da Oneidastammen ikke syntes om USA's handlinger mod den neutrale Onondagastamme.
USA købte det meste af onondagaernes land, efter stammen var i eksil i Canada. I 1794 havde amerikanerne købt alt land tidligere ejet af Onondagastammen og indviede nu Onondaga County, som senere ville blive et af countierne i regionen Central New York. Onondaga County indeholder også Onondagareservatet, hvor nogle onondagaindianerne i dag bor.

## Mindesten
I den sydlige del af Onondaga Park i Onondaga ligger i dag en mindesten på stedet, hvor meget af ekspeditionen fandt sted. Den blev indviet i 1930 af New York Stat. På den står: "Sted af indisk angreb under oberst Goose van Schaicks ekspedition mod onondagaerne 21. april 1779. Rejst af Syracuse, sønner af den Amerikanske Revolution og staten New York. 1930."